# Хрустальный (Приморский край)
Хруста́льный — посёлок городского типа в Кавалеровском районе Приморского края России.

## География
Посёлок находится у северной границы посёлка городского типа Кавалерово, административного центра района. Абсолютная высота — 458 м над уровнем моря.

## История
Статус посёлка городского типа — с 1954 года. После распада Советского союза в состав Хрустального был включён в качестве микрорайона посёлок Фабричный.

## Население
| 1959  | 1970  | 1979  | 1989  | 2002  | 2008  |
| ----- | ----- | ----- | ----- | ----- | ----- |
| 5300  | ↗6306 | ↘5734 | ↘5577 | ↘3664 | ↘3578 |
| 2009  | 2010  | 2011  | 2012  | 2013  | 2014  |
| ↘3526 | ↘3138 | ↘3114 | ↘3108 | ↘3105 | ↘3094 |
| 2015  | 2016  | 2017  | 2018  | 2019  | 2020  |
| ↘3083 | ↗3090 | ↘3050 | ↘3020 | ↘2975 | ↘2950 |
| 2021  | 2023  | 2024  |       |       |       |
| ↘2596 | ↘2532 | ↘2493 |       |       |       |

### Половой состав
Согласно результатам переписи 2002 года, в гендерной структуре населения мужчины составляли 46,7 %, женщины —53,3 %.

## Улицы
| - ул. Верхняя, - ул. Газгольдерная, - пер. Дубовый, - ул. Егорова, - ул. Западная, - ул. Заречная, - ул. Кедровая, | - ул. Ключевая, - ул. Комсомольская, - ул. Космодемьянской, - пер. Кошевого, - ул. Лазо, - ул. Лесная, - ул. Майская, | - ул. Малиновая, - ул. Матросова, - ул. Нагорная, - пер. Нагорный, - ул. Нижняя, - ул. Панфилова, - ул. Подгорная, | - ул. Строительная, - ул. Толбухина, - ул. Фрунзе, - ул. Центральная, - ул. Чапаева, - ул. Школьная, - пер. Школьный. |

## Экономика
Градообразующим предприятием посёлка был ныне закрытый рудник «Хрустальный» — один из первых рудников Хрустальненского горно-обогатительного комбината по добыче олова.

## Инфраструктура
В посёлке действуют общеобразовательная школа, 2 детских сада, 2 отделения Почты России, дом культуры, пожарная часть. Основная часть учреждений расположена в микрорайоне Фабричный.

## Транспорт
Ближайшая железнодорожная станция Новочугуевка находится на расстоянии 151 км к юго-западу.